# Nikolaj Velimirović
Nikolaj Velimirović (Cirílico serbio: Николај Велимировић); fue obispo de las eparquías de Ohrid y Eparquía de Žiča (1920–1956) en la Iglesia ortodoxa serbia. Escritor teológico influyente y orador de gran talento, a menudo se le conocía como el nuevo Juan Crisóstomo y el historiador Slobodan G. Markovich llama él "uno de los obispos más influyentes de la Iglesia ortodoxa serbia en el siglo XX".
Cuando era joven, estuvo a punto de morir de disentería y decidió que dedicaría su vida a Dios si sobrevivía. Vivió y fue tonsura como monje bajo el nombre de Nikolaj en 1909. Fue ordenado en el clero, y rápidamente se convirtió en un importante líder y portavoz de la Iglesia Ortodoxa Serbia, especialmente en sus relaciones con el oeste. Cuando la Alemania nazi ocupó Yugoslavia en la Segunda Guerra Mundial, Velimirović fue encarcelado y finalmente llevado al campo de concentración de Dachau. Después de ser liberado por los Aliados de la Segunda Guerra Mundial al final de la guerra, decidió no regresar a Yugoslavia (que se convirtió en la República Socialista Federativa de Yugoslavia después de la guerra). Se mudó a los Estados Unidos en 1946, donde permaneció hasta su muerte en 1956. Apoyó firmemente la unidad de todas las Iglesias ortodoxas y estableció relaciones particularmente buenas con la anglicana y Iglesia Episcopal.
El 24 de mayo de 2003, fue canonizado como santo por el Santo Sínodo de la Iglesia ortodoxa de Serbia como San Nicolás de Ohrid y Žiča (Свети Николај Охридски и Жички), aunque a menudo se le conoce como San Nicolás de Serbia (Свети Николај Српски).

## Biografía

### Infancia
Nació como Nikola Velimirović en el pequeño pueblo de Lelić, Valjevo en el Principado de Serbia.

### Educación

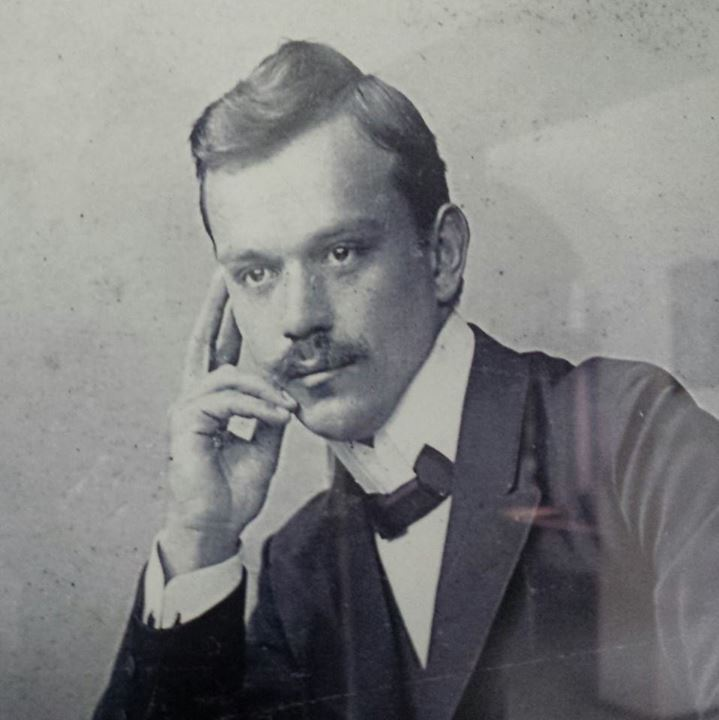
Velimirović como estudiante

Su educación formal también comenzó en el monasterio de Ćelije y continuó en Valjevo. Solicitó la admisión en la Academia Militar, pero se le negó porque no pasó el examen físico. Fue admitido en el Seminario de San Sava en Belgrado, donde, además de las materias estándar, exploró un número significativo de escritos de autores tanto orientales como occidentales, como Shakespeare, Voltaire, Nietzsche, Marx, Pushkin, Tolstoi, Dostoievski y otros. Se graduó en 1905.
Nikola había sido elegido para convertirse en profesor en el Seminario de San Sava, pero se decidió que necesitaba continuar sus estudios ortodoxos antes de convertirse en maestro. Como alumno destacado, fue elegido para continuar sus estudios en Rusia y Europa Occidental. Tenía un don para los idiomas y pronto poseyó un buen conocimiento de ruso, francés y alemán. Asistió a la Academia Teológica en San Petersburgo y luego fue a Suiza y obtuvo su doctorado en divinidad de la Facultad de Teología Católica Antigua en la Universidad de Berna con magna cum laude.
Recibió su doctorado en Teología en 1908, con la disertación titulada La fe en la resurrección de Cristo como fundamento de los dogmas de la Iglesia Apostólica. Esta obra original fue escrita en alemán y publicada en Suiza en 1910, y luego traducida al serbio. La disertación para su título de doctor en filosofía fue preparada en Oxford y defendida en Ginebra, en francés. El título era Filosofía de Berkeley.
Su estancia en Gran Bretaña dejó un impacto en sus puntos de vista y educación, lo que se ve en el hecho de que cita o menciona a Charles Dickens, Lord Byron, John Milton, Charles Darwin, Thomas Carlyle, Shakespeare y George Berkeley.

### Vida monástica
En el otoño de 1909, Nikola volvió a serbia y enfermó gravemente de disentería. Decidió que si se recuperaba se haría monje y dedicaría su vida a Dios. A fines de 1909 su salud mejoró y fue tonsurado como monje, recibiendo el nombre Nikolaj. Pronto fue ordenado hieromonje y luego elevado al rango de Archimandrita. En 1910 se le confió una misión en Gran Bretaña para obtener la cooperación de la Iglesia de Inglaterra en la educación de los jóvenes estudiantes que habían sido evacuados cuando las fuerzas austríacas, alemanas y búlgaras amenazaron con invadir el país.

### Estudios en Rusia
Se decidió que necesitaba realizar estudios ortodoxos antes de convertirse en maestro. Como era costumbre en esos días, fue enviado a la Rusia Imperial para continuar sus estudios. Después de su regreso a Belgrado en 1911, cuando tenía treinta y un años, fue nombrado miembro de la Academia de Teología de la Universidad de Belgrado, enseñando filosofía, lógica, historia y lenguas extranjeras. Sus charlas y sermones fueron leídos con avidez en toda Serbia. Esto se debió en parte a que su exposición de la fe cristiana se inspiró en la vida de San Sava, el santo patrón nacional de Serbia. En la Iglesia misma sólo tenía la autoridad de sus palabras y de su personalidad: era sólo un monje, pero aun así parecía destinado a ejercer una gran influencia. Uno de sus alumnos en Belgrado fue Justin Popović.

### Misiones durante la Primera Guerra Mundial
Durante su vida, el padre Nikolaj visitó los EE. UU. cuatro veces. Visitó Gran Bretaña en 1910. Estudió inglés y era capaz de dirigirse a una audiencia y causar una fuerte impresión en los oyentes. Poco después del estallido de la Primera Guerra Mundial, esto contribuyó a que el gobierno serbio lo nombrara para una misión en los Estados Unidos. En 1915, como monje serbio desconocido, recorrió la mayoría de las principales ciudades de Estados Unidos, donde pronunció numerosas conferencias, luchando por la unión de los pueblos serbio y eslavo del sur. Esta misión ganó terreno: Estados Unidos envió más de 20.000 voluntarios a Europa, la mayoría de los cuales lucharon más tarde en el Frente de Salónica. Durante la campaña estadounidense de Velimirović se produjo la gran retirada del ejército serbio a través de las montañas de Albania. Se embarcó a casa en 1916; como su país estaba ahora en manos enemigas, se fue a Gran Bretaña en su lugar. Su elocuencia y carácter lo convirtieron en un portavoz no oficial de su pueblo. Su éxito fue tal que no solo cumplió su misión, sino que también recibió un doctorado en Divinidad con honoris causa de la Universidad de Cambridge.
Dio una serie de conferencias notables en St. Margaret's, Westminster, y predicó en St. Paul's Cathedral, convirtiéndolo en el primer cristiano ortodoxo en predicar en St Paul's, así como en otras catedrales e iglesias de todo el país. También predicó en la capilla episcopal, donde su discurso práctico atrajo a muchos oyentes. Velimirović se hizo célebre. Al mismo tiempo, participó activamente en la promoción del Fondo de Ayuda de Serbia y logró obtener una educación universitaria para estudiantes serbios, varios de los cuales, incluido el obispo Irinej de Dalmacia, obtuvieron sus títulos antes de regresar a su propio país. país después de la guerra. En 1918, Velimirović regresó a los Estados Unidos para una segunda visita, pero como una celebridad que se dirigiría al pueblo estadounidense en su conjunto en nombre del socorro serbio.
En 1919 recibió otro doctorado honorario en Divinidad de la Universidad de Glasgow. Desde Glasgow, su reputación como erudito teológico y predicador se extendió por todo el Reino Unido. Después de la guerra, regresó a Belgrado en abril de 1919. El profesor de la Facultad de Teología Ortodoxa Bogdan Lubardić ha identificado tres fases en el desarrollo de las ideas de Velimirovich: la fase anterior a Ohrid (1902-1919), la fase de Ohrid (1920-1936) y la fase posterior a Ohrid (1936-1956). ).

### Obispo

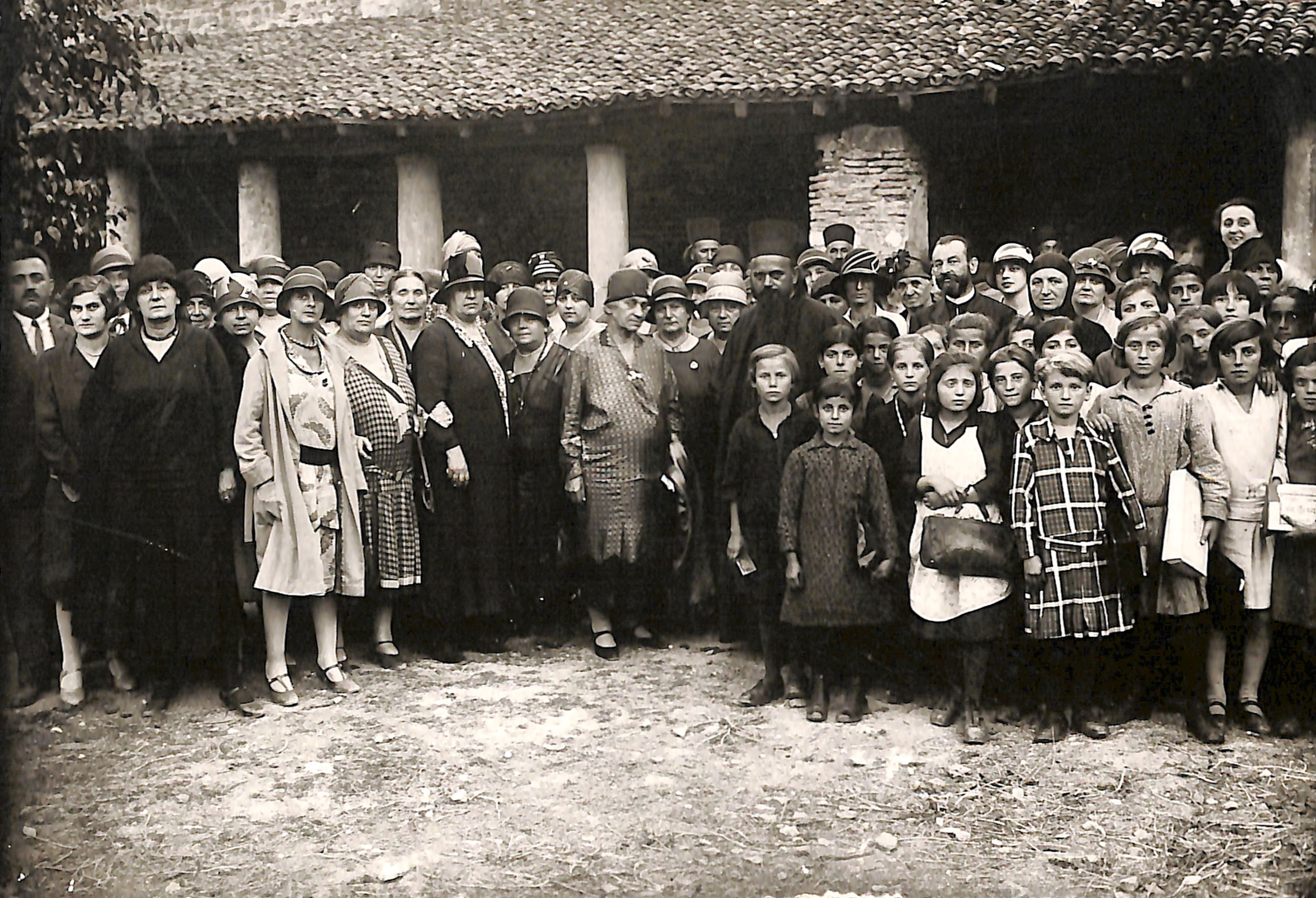
El obispo Nikolaj Velimirović en Ohrid con la compañía de la princesa Ljubica en 1928

En 1919, Archimandrita Nikolaj fue consagrado Obispo de Žiča pero no permaneció mucho tiempo en esa diócesis, y se le pidió que asumiera el cargo de obispo en la Eparquía de Ohrid (1920 -1931) y Eparquía de Ohrid y Bitola (1931-1936) en partes del sur del Reino de Yugoslavia. No está claro si ese era su propio deseo. Era en cierto modo un puesto de misión para la gente de los territorios adquiridos más recientemente por el reino. El porcentaje de analfabetismo era muy alto y la población era en su mayor parte muy pobre. Durante muchos años su sede fue el antiguo monasterio de Sveti Naum en el extremo sur del lago Ohrid. Fue allí donde escribió Prólogo de Ohridski. En 1920, por tercera vez, viajó nuevamente a los Estados Unidos, esta vez en una misión para organizar la diócesis ortodoxa serbia de América del Norte. Hizo otro viaje a los Estados Unidos en 1927.

### Los 1930s
El canciller alemán Adolf Hitler le otorgó una medalla civil en 1935 por su contribución en 1926 en la renovación del cementerio militar alemán de la Primera Guerra Mundial en Bitola. En 1936, finalmente retomó su cargo original de obispo en la Esparquía de Žiča, regresando al Monasterio de Žiča no muy lejos de Valjevo y Lelić, donde nació. En Žiča inició un movimiento para el renacimiento de la Iglesia serbia, evocando la inspiración de su santo patrón San Sava. Rara vez daba un sermón sin mencionar el nombre del santo. Finalmente, en el exilio, escribió la única biografía sustancial de St. Sava que tenemos. En los años anteriores al estallido de la Segunda Guerra Mundial, Velimirović, continuando su campaña por un renacimiento serbio, instituyó lo que podría llamarse una "Sociedad de Oración" y renovó la antigua costumbre de los cristianos reuniéndose para visitar la casa de un amigo para orar. , haciendo así que el cristianismo sea social en lugar de individualista y solitario. Esta oración social se extendió por un área grande y atrajo la atención nacional. Se describió en los periódicos, y en las ediciones dominicales aparecieron imágenes del semblante benigno y ahora casi apostólico del obispo Nikolaj.
Los puntos de vista antijudíos y antijudaicos son visibles en sus obras literarias de las décadas de 1920 y 1930. En su obra literaria se menciona a los judíos como asesinos de Cristo y al pueblo satánico que traicionó a Dios. Según Jovan Byford, la filosofía de Velimirović en 1939 adquirió un matiz racista típico de la época, ya que consideraba que los serbios eran de "raza aria".

### Detención y encarcelamiento en la Segunda Guerra Mundial
Durante la Segunda Guerra Mundial, en 1941, tan pronto como las fuerzas alemanas ocuparon Yugoslavia, el obispo Nikolaj fue arrestado por los nazis en el Monasterio de Žiča, después de lo cual fue confinado en el Monasterio de Ljubostinja. Más tarde fue trasladado al Monasterio de Vojlovica (cerca de Pančevo) en el que estuvo confinado junto con el serbio Gavrilo V hasta finales de 1944. El 15 de septiembre de 1944 , tanto el patriarca Gavrilo V (Dožić) como el obispo Nikolaj fueron enviados al campo de concentración de Dachau, que en ese momento era el principal campo de concentración para clérigos arrestado por los nazis. Tanto Velimirović como Dožić fueron recluidos como prisioneros especiales (Ehrenhäftlinge) encarcelados en el llamado Ehrenbunker (o Prominentenbunker) separado del área del campo de trabajo, junto con altos Nazi oficiales enemigos de rango y otros prisioneros prominentes cuyos arrestos habían sido dictados directamente por Hitler.
En agosto de 1943, el general alemán Hermann Neubacher se convirtió en emisario especial del Ministerio de Relaciones Exteriores de Alemania para el sudeste de Europa. Desde el 11 de septiembre de 1943, también fue nombrado responsable de Albania. En diciembre de 1944, como parte de un acuerdo de Neubacher con Milan Nedić y Dimitrije Ljotić, los alemanes liberaron a Velimirović y Dožić, quienes fueron trasladados de Dachau a Eslovenia, ya que los nazis intentaron hacer uso de la autoridad del patriarca Gavrilo y Nikolaj entre los serbios para ganar aliados en los movimientos anticomunistas. Contrariamente a las afirmaciones de tortura y abuso en el campo, el patriarca Dožić él mismo testificó que tanto él como Velimirović fueron tratados normalmente. Durante su estancia en Eslovenia, Velimirović bendijo a los voluntarios de Dimitrije Ljotić y otros colaboradores y criminales de guerra como Dobroslav Jevđević  y Momčilo Đujić. En los años finales de la Segunda Guerra Mundial en el libro "Reči srpskom narodu kroz tamnički prozor" dice ellos los judíos condenaron y mataron a Cristo "sofocado por el espíritu apestoso de Satanás", y además escribe que "los judíos resultaron ser peores opositores de Dios que el pagano Pilato", "El diablo les enseña así, su padre", "el Diablo les enseñó cómo rebelarse contra el Hijo de Dios, Jesucristo".
Más tarde, Velimirović y el patriarca Gavrilo (Dožić) fueron trasladados a Austria, y finalmente fueron liberados por los EE. UU. en 1945. Estaba físicamente debilitado por estas vicisitudes. Lo trajeron a Inglaterra. Velimirović y Dožić estaban en la Abadía de Westminster en el bautismo del hijo y heredero del rey Pedro II de Yugoslavia, el Príncipe heredero Alejandro de Yugoslavia. Velimirović predicó un sermón muy conmovedor en la capilla serbia de la casa en Egerton Gardens. Pero no haba lugar para l en Inglaterra como el que haba habido.
En cuanto a sus creencias antisemitas, tenga en cuenta que los grupos a favor de Velimirović suelen exagerar este incidente en el que el obispo salvó a una familia judía como prueba de su bondad universal y desinterés frente a varios escritos antisemitas confirmados vinculados a Velimirović. Del sermón de 1927 titulado "Una historia sobre el lobo y el cordero", el psicólogo social Jovan Byford resume las proclamas de Velimirović:
En su versión de la conocida parábola cristiana sobre el lobo y el cordero, Velimirović se refirió a los "líderes judíos en Jerusalén" en el momento de la crucifixión como "lobos", cuya sed de sangre del Cordero de Dios fue motivada por su "nacionalismo que odia a Dios".
El resumen de Byford de "Una historia sobre el lobo y el cordero" de Velimirović es significativo porque sirve como evidencia de que Velimirović pudo haber utilizado matices bíblicos y parábolas cristianas como un medio para 'validar' sus declaraciones antisemitas a sus seguidores. Una entrevista que Jovan Byford realizó con Mladen Obradović (líder de la organización política serbia de extrema derecha Obraz) puede sugerir que esta explicación aún persiste entre algunos miembros de la Ortodoxo serbio sociedad. Defensor contemporáneo de la reputación y el estatus de santo de Velimirović, Obradović defiende los escritos antisemitas de Velimimirović al afirmar que las palabras de Velimirović solo hacen eco de lo que se había escrito en los primeros textos cristianos:
Tienes las mismas palabras del Señor Jesucristo cuando les dice a los fariseos que son "generación de víboras" o que su padre es el diablo; El obispo Nikolaj simplemente cita los Evangelios.
En un discurso pronunciado en 1936 en el Monasterio de Žica en Serbia, Velimirović se pronunció en contra de lo que percibía como una amenaza judía para el cristianismo frente a una audiencia distinguida que incluía al primer ministro yugoslavo Milan Stojadinović. Velimirović usó líneas específicas de este discurso para acusar a los judíos de liderar un esfuerzo secreto y coordinado contra el cristianismo y la "fe en el Dios real".
El escrito de Velimirović en Palabras al pueblo serbio a través de la ventana de la prisión se considera generalmente como la evidencia más sólida de que el obispo canonizado tiene creencias antisemitas. En particular, muchos defensores de la ideología de Velimirović sugieren que el trabajo no es una prueba definitiva de la verdadera ideología y creencias del obispo sobre los judíos y el judaísmo porque afirman que fue escrito bajo coacción durante su tiempo en el Dachau. Los extractos de Palabras al pueblo serbio a través de la ventana de la prisión de Velimirović que atraen la mayor atención de los académicos que estudian el antisemitismo se citan en Negación y represión del antisemitismo de Jovan Byford. : Recuerdo poscomunista del obispo serbio Nikolaj Velimirović de la siguiente manera:
El diablo les enseña a los judíos; el Diablo les enseñó cómo oponerse al hijo de Dios, Jesucristo. El Diablo les enseñó a través de los siglos cómo luchar contra los hijos de Cristo, contra los hijos de la luz, contra los seguidores del Evangelio y de la vida eterna.

Europa no sabe nada más que lo que los judíos ofrecen como conocimiento. No cree en nada más que en lo que los judíos le ordenan creer. Conoce el valor de nada hasta que los judíos imponen su propia medida de valores […] todas las ideas modernas, incluidas la democracia, las huelgas, el socialismo, el ateísmo, la tolerancia religiosa, el pacifismo, la revolución global, el capitalismo y el comunismo son las inventos de los judíos, o más bien de su padre, el diablo.
Además, Jovan Byford identifica la ideología antisemita de Velimirović en la obra Indian Letters en la que la figura de una mujer judía retrata a Satanás. En particular, este ejemplo de Velimirović la representación antisemita está nuevamente vinculada a la conspiración, ya que Velimirović describe a la mujer como representante de "todas las asociaciones destructivas y secretas que conspiran contra el cristianismo, la religión y el estado".
A pesar de las acusaciones de antisemitismo, se registra que Velimirović protegió a una familia judía al facilitar su escape de la Serbia ocupada por los nazis. Ela Trifunović (Ela Nayhaus), escribió a la Iglesia Ortodoxa Serbia en 2001, afirmando que había pasado 18 meses escondida en el monasterio de Ljubostinja al que Velimirović la llevó de contrabando, la protegió y luego la ayudó a seguir adelante con documentos falsos. Los historiadores inclinados a ponerse del lado de la opinión de que los escritos de Velimirović prueban que tenía creencias antisemitas señalan que este incidente en el que el obispo salvó a una familia judía es comúnmente exagerado por los grupos a favor de Velimirović como evidencia de su bondad universal y desinterés contra los varios escritos antisemitas confirmados vinculados a Velimirović.

### Puntos de vista sobre los alemanes y Hitler
Adolf Hitler condecoró a Nikolaj Velimirović en 1935 por sus contribuciones a la restauración de un cementerio militar alemán en Bitola en 1926. Algunos afirman que la orden fue devuelta en protesta por la agresión alemana en 1941 .
En un tratado sobre San Sava en 1935, apoyó el tratamiento de Hitler de la iglesia nacional alemana y se cita diciendo:
Sin embargo, el debido respeto es para el actual líder alemán, quien siendo un simple artesano y un hombre del pueblo, se dio cuenta de que el nacionalismo sin fe es una anomalía, un mecanismo frío e inseguro. Y así, en el siglo XX, llegó a la idea de San Sava, y como laico emprendió entre su pueblo esa obra tan importante, propia de un santo, un genio y un héroe. Y para nosotros esa obra la ha realizado San Sava, el primero entre los santos, el primero entre los genios y el primero entre los héroes de nuestra historia. Lo logró perfectamente, lo logró sin lucha y sin sangre, y no lo logró ni ayer ni anteayer, sino hace 700 años.
A pesar de las acusaciones de colaboración formuladas durante la época comunista, algunas de las acciones y escritos de Velimirović estaban dirigidos contra los alemanes que sospechaban de él cuando apoyó el golpe de Estado en abril de 1941. Sospecharon que colaboraba con los chetniks y lo arrestaron formalmente y lo mantuvieron primero en el Monasterio de Ljubostinja en 1941 y luego en 1944 en el campo de concentración de Dachau.
En Dachau, fue encarcelado en "Ehrenbunker", junto con otros clérigos y oficiales enemigos nazis de alto rango, y se le permitió usar su propia ropa religiosa, teniendo acceso a la cantina de oficiales. Se afirma que nunca fue torturado y que tuvo acceso a los servicios médicos de los oficiales. Contrariamente a los informes de que Velimirović fue liberado cuando la 36.ª División de los estadounidenses llegó a Dachau, tanto él como el patriarca Dožić fueron liberados en noviembre de 1944, después de haber pasado tres meses en el campo. Viajaron a Eslovenia, desde donde Velimirovic continuó primero a Austria y luego a Estados Unidos. Sin embargo, hay evidencia documentada, incluidas fotografías del obispo Nikolaj (Velimirović) y el patriarca Gavrilo (Dožić ) presentes en el bautizo del príncipe Alejandro (Karađorđević) en Londres, Inglaterra, en 1945 antes de que Nikolaj emigrara a los EE. UU. en 1946 y el patriarca Gavrilo regresara a casa.

### Visualizaciones de Ljotić
Velimirović tenía una alta opinión de Dimitrije Ljotić, un político fascista serbio y colaboracionista alemán.
En una entrevista concedida en los Estados Unidos en 1953, Velimirović afirmó que él era la eminencia gris espiritual detrás de la organización nacionalista y colaboradora de extrema derecha ZBOR. El brazo militar de esa organización (SDK - Srpski Dobrovoljački Korpus - Cuerpo de Voluntarios Serbios) estaba luchando contra ambos Partisanos y Chetniks en la Segunda Guerra Mundial y fue responsable de numerosas ejecuciones de civiles en Serbia tanto de serbios como de otros ciudadanos (judíos, romaníes, etc.) Cuando el líder de ZBOR, Dimitrije Ljotić, fue arrestado en 1940 por el Yugoslavo gobierno, Velimirović protestó en una carta al primer ministro, Dragiša Cvetković. Velimirović asistió al funeral de Ljotić en 1945 y habló muy positivamente de él aunque ya se sabía que Ljotić colaboraba con los alemanes. Habló de Ljotić como un "ideólogo del nacionalismo serbio".

## Legado

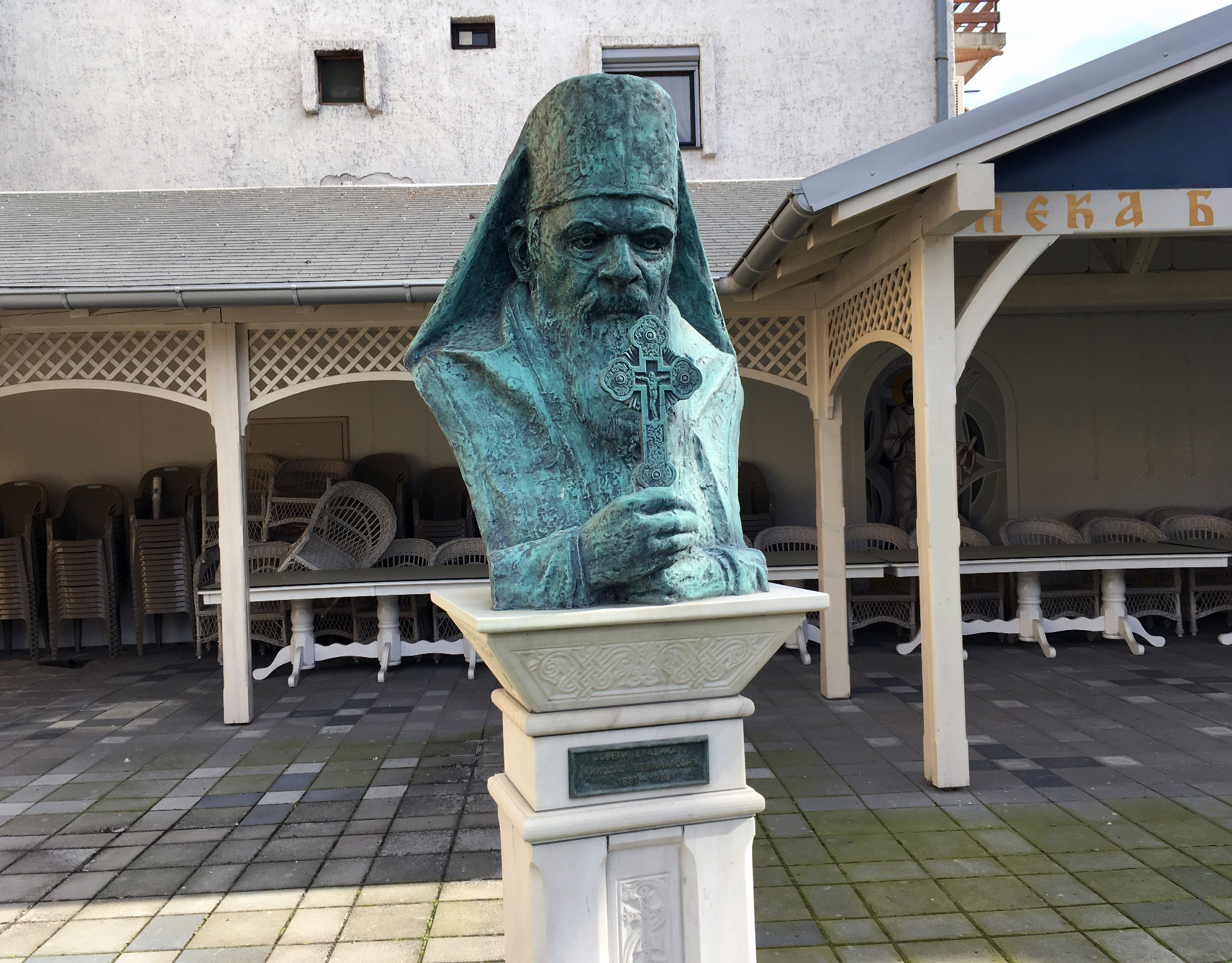
Monumento a Nikolaj Velimirović en Šabac

Un monasterio lleva su nombre en China.
Porfirije, patriarca serbio declaró que es uno de los tres teólogos serbios más notables en ser reconocido internacionalmente.
Velimirović está incluido en el libro Los 100 serbios más destacados.

## Obras seleccionadas
- Моје успомене из Боке (1904) (My memories from Boka)
- Französisch-slavische Kämpfe in der Bocca di Cattaro (1910)
- Beyond Sin and Death (1914)
- The New Ideal in Education (1916)
- The Religious Spirit of the Slavs (1916)
- The Spiritual Rebirth of Europe (1917)
- Orations on the Universal Man (1920)
- Молитве на језеру (1922)
- Thoughts on Good and Evil (1923)
- Homilias, volumes I and II (1925)
- Читанка о Светоме краљу Јовану Владимиру ()
- The Prologue from Ohrid Archivado el 19 de febrero de 2008 en Wayback Machine. (1926)
- The Faith of Educated People (1928)
- The War and the Bible (1931)
- The Symbols and Signs (1932)
- The Chinese Martyrs by Saint Nikolai Velimirovich (Little Missionary, 1934 — 1938)
- "Immanuel" (1937)
- Теодул (1942)
- The Faith of the Saints (1949) (an Orthodox Catechism in English)
- The Life of Saint Sava (Zivot Sv. Save, 1951 original Serbian language version)
- Cassiana - the Science on Love (1952)
- The Only Love of Mankind (1958) (posthumously)
- The First Gods Law and the Pyramid of Paradise (1959) (posthumously)
- The Religion of Njegos (?)
- Speeches under the Mount (?)
- Emaniul (?) (Emmanuel)
- Vera svetih (?) (Faith of the holy)
- Indijska pisma (?) (Letters from India)
- Iznad istoka i zapada (?) (Above east and west)
- izabrana dela svetog Nikolaja Velimirovića (?) (Selected works of saint Nikolaj Velimirović)